# Großsteingrab Meppen
Das Großsteingrab Meppen war eine megalithische Grabanlage der jungsteinzeitlichen Trichterbecherkultur bei Meppen im Landkreis Emsland (Niedersachsen). Es wurde 1839 zerstört, zuvor aber noch ergraben.

## Lage
Das Grab befand sich im „Borkensande“ bei Meppen. Ernst Sprockhoff konnte diesen Flurnamen 1926 nicht mehr lokalisieren. Nordöstlich von Meppen befindet sich das noch erhaltene Großsteingrab Apeldorn („Der Steinerne Schlüssel“).

## Beschreibung
Nach Johann Karl Wächter war das Grab lange Zeit von einer Sandverwehung verdeckt, aus der nur ein Deckstein hervorschaute. 1839 wurde der Deckstein gesprengt, woraufhin mehrere weitere Steine, wahrscheinlich Wandsteine, sichtbar wurden. Auch diese waren bereits teilweise gesprengt worden, als die Arbeit der Steinsammler zunächst unterbunden wurde. Es folgte eine Ausgrabung durch Meppener Schüler, wobei etwa zwölf Keramikgefäße entdeckt wurden. Die Grabung wurde nicht genauer dokumentiert, die Gefäße gelangten größtenteils in den Besitz des örtlichen Lehrers, ihr späterer Verbleib ist unklar.